# Henri de Montpensier
Pour les articles homonymes, voir Henri de Bourbon.
Henri de Bourbon, né à Mézières-en-Brenne le 12 mai 1573, mort à Paris le 27 février 1608, fut dauphin d'Auvergne, duc de Montpensier, 17e prince souverain de Dombes, seigneur de Châtellerault et vicomte de Brosse.

## Biographie
Il était fils de François de Bourbon, duc de Montpensier, et de Renée d'Anjou-Mézières. Il épousa Henriette-Catherine de Joyeuse, dont il eut une fille Marie de Bourbon-Montpensier, qui s'unit à Gaston de France, frère de Louis XIII. Titré prince de Dombes du vivant de son père, il était devenu, peu après, par la mort de son père, en 1582, duc de Montpensier.
Il avait été nommé, en 1589, gouverneur de Bretagne, par Henri III.
Il combattit les Ligueurs et particulièrement le duc de Mercœur en Bretagne à partir de 1590, prenant par ruse la ville de Quimperlé en avril 1590. Celui-ci le battit à Bataille de Craon en 1592.
« Qui eust dict laultre Bourbon Et tant de noblesse à sa suite, Oultre son anglois escadron, Eust prins sy laschement la fuitte, Et laissé, fautte de conduitte, Tant de buttin à labandon. Il nest que daller.
Michel Luette, Pique-mouches, 1592 »
Il fut nommé ensuite gouverneur de Normandie, entreprit de reconquérir cette province pour le roi et fut grièvement blessé au siège de Dreux (1593).
En 1596, il combattit les Espagnols en Artois, pour le compte d'Henri IV, se trouva à la bataille d'Ivry puis participa en 1600 à la campagne de Savoie.
Il hérita des biens de son père et fut duc de Montpensier, de Châtellerault et de Saint-Fargeau, pair de France, prince souverain de Dombes, prince de la Roche-sur-Yon et de/du/des Luc(s), dauphin d’Auvergne, comte de Mortain et de Bar-sur-Seine, vicomte d’Auge, de Domfront et de Brosse, baron de Beaujolais, du pays de Combrailles et de Mirebeau, seigneur de Champigny, d’Argenton et de Saint-Sever. De sa mère, il hérita notamment le marquisat de Mézières. Il devint par ailleurs chevalier des ordres du Roi, gouverneur du Dauphiné puis de Normandie.
Il épousa en 1597 Henriette Catherine (1585 † 1656) duchesse de Joyeuse, fille d'Henri, duc de Joyeuse, et de Catherine de Nogaret. Leur fille unique, Marie (1605 † 1627), était l'une des plus riches héritières du royaume ; elle fut mariée à Gaston de France (1608 † 1660), duc d'Orléans et frère cadet de Louis XIII, et fut la mère de la Grande Mademoiselle, dernière héritière des Bourbon-Montpensier.